# 단작

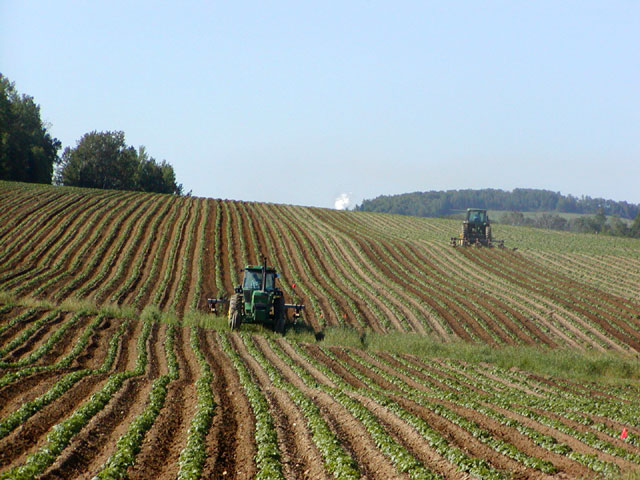
미국 메인주에서 감자를 단작하고 있는 모습.

단작(單作, 영어: monoculture 모노컬쳐[*])은 농사에서 동시에 하나의 작물만을 대량으로 재배하는 것을 말한다. 반댓말은 복작이다. 매년 단작을 반복하는 것을 연작이라고 한다.
기계화에 도움이 되는 장점을 갖고 있지만 작물의 병충해나 토질의 악화를 유발하는 단점도 가지고 있다.

## 단작 경제
저개발국의 중요한 특징의 하나는 그 경제가 단작 경제라는 사실이다. 이 말은 농업에서 말하면 단일재배, 넓은 의미에서는 광업을 포함하여 극히 적은 종류의 생산물에 일국의 경제가 의존하지 않을 수밖에 없는 편향적(偏向的) 수출의존형 경제를 지칭하는 말이다. 식민지주의의 이윤동기에 의해서 산업구조가 이와 같이 왜곡된 방향으로 나아간 곳이 허다하다. 즉 자급자족경제는 파괴되고 고무·석유·주석·동을 산출하고 거기에 의존하는 국가로 되어 버린 경우가 그것이다. 그 원인은 이윤동기에 의해서만 움직인 식민세력이 대규모의 집약적 농업(Plantation)이나 광산개발에만 몰두한 나머지 농경지를 파괴하고 원주민을 노동자로 전락시켰기 때문이다.
모든 단작 경제는 해외수출용의 상품 산출을 위해 노력하므로 그 나라의 생산 유형이 그대로 무역구조에 반영된다. 또한 그것은 특수한 생산물을 만들어 수출하는 반면 자본재나 생활필수품을 수입하지 않으면 안 된다. 따라서 국내의 공업화를 꾀하는 경우 이러한 1차산품의 해외시장에서의 매출고가 중대한 변수가 된다.
단작 경제는 외국 특히 선진국 시장에 의존하고 있기 때문에, 그러한 저개발국의 경제는 선진국의 경기동향에 좌우되며, 그 1차산품의 가격은 지극히 불안정한 상태에 놓이게 된다. 또한 1차산품의 수요의 소득탄력성은 축차적 감소 내지는 마이너스를 나타낸다.
이같이 수요가 늘어나지 않는데도 자원의 최적분배(最適分配)를 저개발국이 무시하고 함부로 공업화를 꾀하기 때문에 마침내 선진국의 1차산품에 비하여 가격이 비싸게 된다는 비판도 있다. 그러나 보다 큰 요인은 선진국에서의 대체제품의 출현이라고 할 수 있다. 수요의 소득탄력성이 낮을 뿐더러 수요조건 자체도 불리하게 되어 있기 때문이다. 게다가 선진국이 관세장벽으로 차단하거나, 자국의 1차산품 수출에는 보조금까지 지급하는 보호무역정책을 추진하고 있어 저개발국의 실정은 더욱 악화되고 있다. 농업생산의 정체와 1차산품 무역의 침체는 저개발국의 공업화를 점점 더 곤란한 것으로 만들고 있다. 그 외에 국내의 금융·조세 제도를 정비하지 못한 채 자본주의적 공업화(민간부문우선·외자유인)를 시도했기 때문에 대외 채무부담이 누적되고 있다.
원조 또는 차관 등의 경제협력은 제공되는 상태에 따라 차이가 있으나, 직접적인 이익보다는 우회적으로 이루어지는, 즉 나타나지 않는 전체적 이익과 그를 매개로 사후적으로 얻어지는 개별적 이익에 보다 큰 의의를 두고 있다. 일반적으로 경제협력이나 원조는 제공국의 수출촉진과 긴밀한 관련을 갖고 있다. 그리고 이 과정에서 상품수출은 정상적인 등가교환(等價交換)으로 이루어지는 것이 아니라 부등가 교환으로 이루어짐으로써 저개발 제국에서 생산된 경제잉여의 수출을 증대시켜 저개발 제국을 항구적인 채무국으로 고정화시키고, 외자수요를 경제의 양적 성장 이상으로 증대시키게 만들고 있다. 그 결과 저개발 제국들은 대외채무의 누적과 국민경제의 종속으로 어려움을 겪게 된다.

## 같이 보기
- 생물 다양성
- 현금작물
- 윤작
- 유전자 변형 생물
- 그로 미셸
- 재래 작물
- 사이짓기
- 퍼머컬처
- 복작
- 씨앗 은행
- 세자매 농법